# X González
X González (spanskt uttal: [ɣonˈsales]), också stavat Gonzalez; född Emma González 1999 i Florida, är en amerikansk aktivist och förespråkare för vapenkontroll. Hon var en av de överlevande eleverna efter skolskjutningen i Parkland, Florida, i februari 2018, och har efter det blivit en av frontfigurerna för ungas proteströrelse mot vapenvåld och för hårdare vapenkontroll i USA. Hen uppmärksammades nationellt i USA i och med att hen höll ett tal mot vapenvåld efter skolskjutningen i Parkland.

## Biografi
González är uppvuxen i Parkland, Florida. Hens mor är matematiklärare och hens far är advokat inom datasäkerhet, och invandrade till New York från Kuba 1968. Hen har två äldre syskon.

### Skolskjutning februari 2018
González befann sig i skolans aula då skjutningen inträffade den 14 februari på Marjory Stoneman Douglas High School och brandlarmet gick. Tillsammans med de andra eleverna försökte hen ta sig ut genom korridoren, men blev tillsagd att söka skydd och sökte sig tillbaka till aulan, och hölls kvar i två timmar innan polisen släppte ut eleverna.

## Opinionsarbete för hårdare vapenkontroll

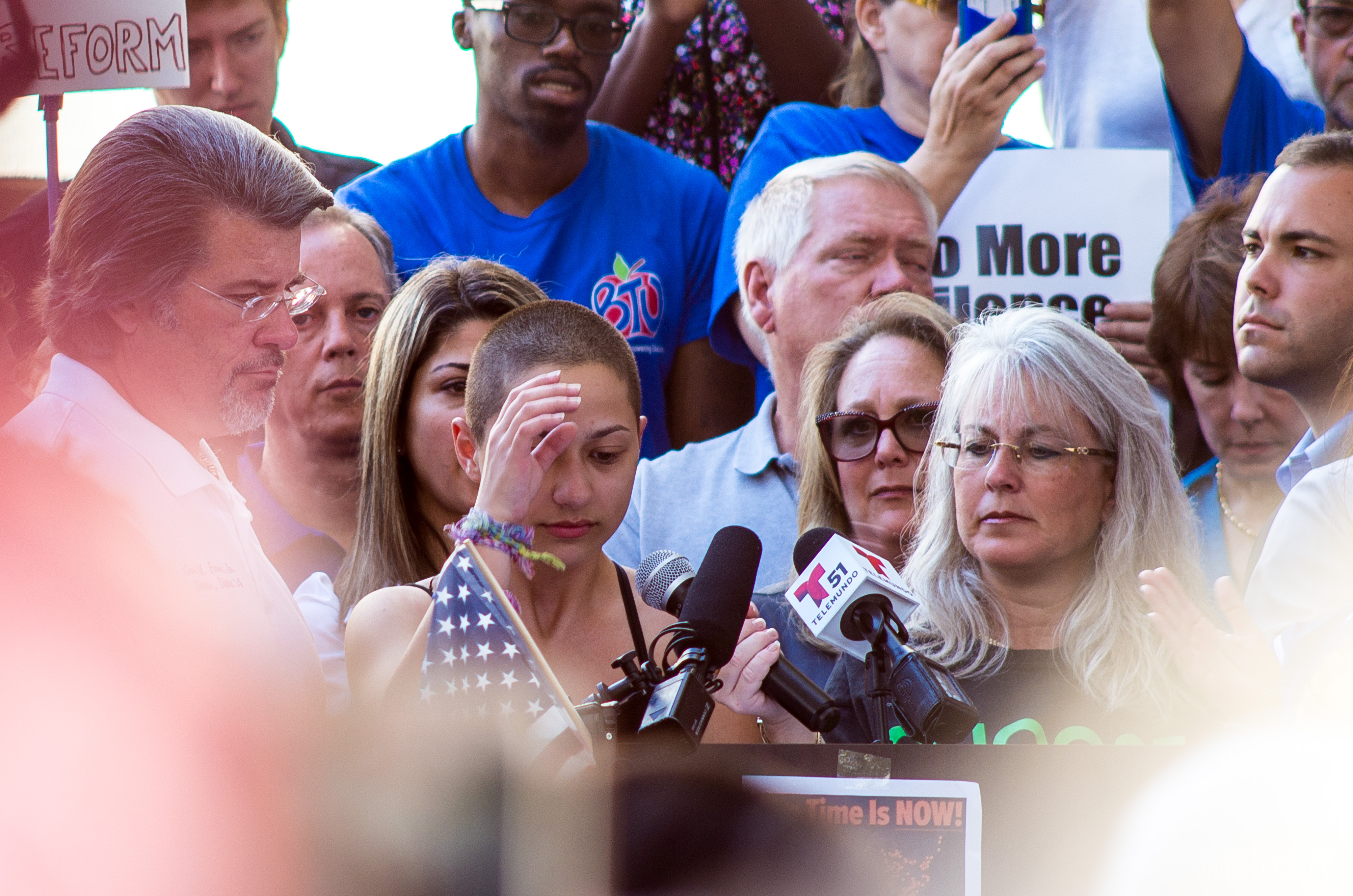
González pratar på samlingen för hårdare vapenkontrollagar i Fort Lauderdale 17 februari 2018.

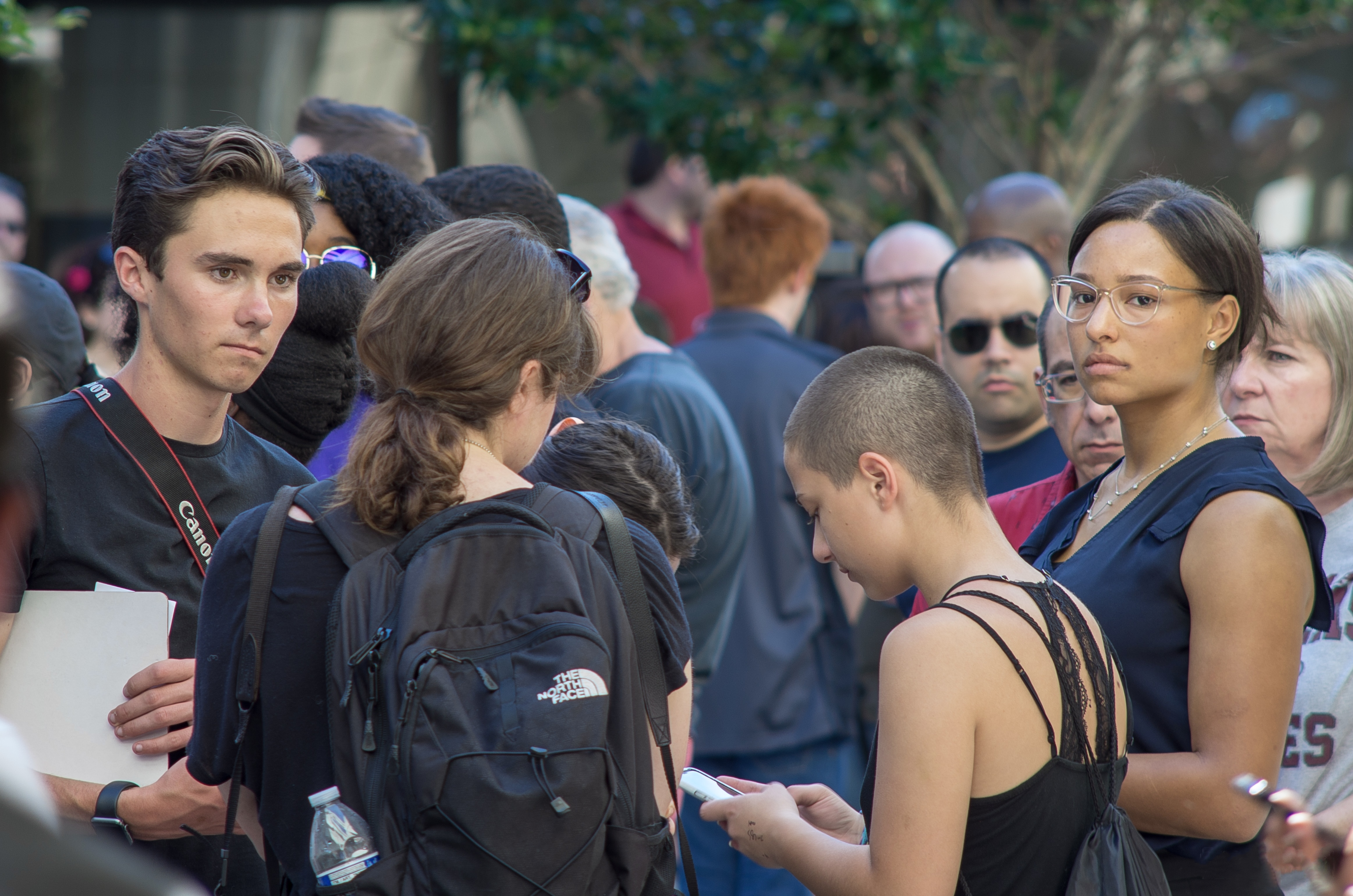
Gonzáles och David Hogg deltar i samlingen för en säkerhetslagstiftning för skjutvapen i Fort Lauderdale 17 februari 2018.

Den 17 februari 2018 höll Gonzáles ett elva minuter långt tal framför Broward County tingshus under en samling för hårdare vapenkontroll i Fort Lauderdale, Florida, som fick stor spridning. Talet var en reaktion på skolskjutningen där attentatsmannen dödat 17 och skadat 15 personer tre dagar innan.   
I talet lovade hen att tillsammans med sina kamrater arbeta för en ändrad lagstiftning av vapenlagarna. Talet innehöll frasen: "We call B.S" ("Vi säger att det är bullshit") som svar på vapenlagarna, och kraven om att de ska ändras och González uppmanade unga att stå upp mot skolskjutningar. Enligt The Washington Post blev Gonzáles tal symboliskt för de ungas ursinne som uppstod direkt efter skjutningarna.
I en intervju med Ellen DeGeneres sa Gonzáles att hen kände att hens budskap skulle nå fram som bäst genom upprepning. "Jag visste att jag hade gjort mitt jobb ordentligt på samlingen om jag fick folk att recitera någonting. Och jag tänkte att We call B.S. har fyra stavelser, det är bra, jag använder mig av det. Jag sa aldrig själva svärordet.. budskapet behöver inte bli ihågkommet som något negativt alls."
| ”               | "The people in the government who are voted into power are lying to us ... And us kids seem to be the only ones who notice and are prepared to call B.S". | „ |
| – Emma Gonzalez | |   |

González och de andra överlevande eleverna talade med Floridas lagstiftare i Tallahassee den 20 februari 2018. Eleverna såg på när lagstiftarna röstade ner förslaget om en befintlig vapenkontrollsräkning.

### Kritik mot NRA
Eleverna medverkade också i en sändning i CNN 21 februari 2018. Där kritiserade Gonzáles och de andra vapenlobbyorganisationen National Rifle Association (NRA) och de politiker som tar emot ekonomiskt stöd från NRA. De argumenterade för att alla dessa är medskyldiga till skolskjutningarna och sa: "antingen finansierar ni mördarna, eller så står ni med barnen".
I stadshuset pressade Gonzáles en av NRA:s representanter att förtydliga sin åsikt om vapenkontroll. "Dana Loesch, jag vill att du ska veta att vi kommer att skydda dina två barn på ett sätt som du inte kommer att göra" sa Gonzáles i debatten. "Skytten på vår skola använde lagliga vapen mot oss. Tycker du att det ska vara svårare att få tag i halvautomatiska vapen och skaffa det som kan göra dem helautomatiska, så som studskolvar (bump stocks)?" Loesch svarade Gonzáles genom att säga att mentalt sjuka personer inte borde ha tillgång till vapen. Gonzáles sköt in och noterade att Loesch inte svarade på frågan. "Jag tror jag ska avbryta dig lite snabbt och påminna om hur frågan löd, tycker du att det ska vara svårare att få tag i dessa halvautomatiska vapen och det som kan göra dem helautomatiska, så som studskolvar (bump stocks)s?"
Kort efter hens virala tal och framträdanden i media startade Gonzáles ett konto på Twitter och fick där mer än en miljon följare under loppet av tio dagar, och gick därmed om både NRA och Loesch i antalet följare.

### March for Our Lives och fler framträdanden

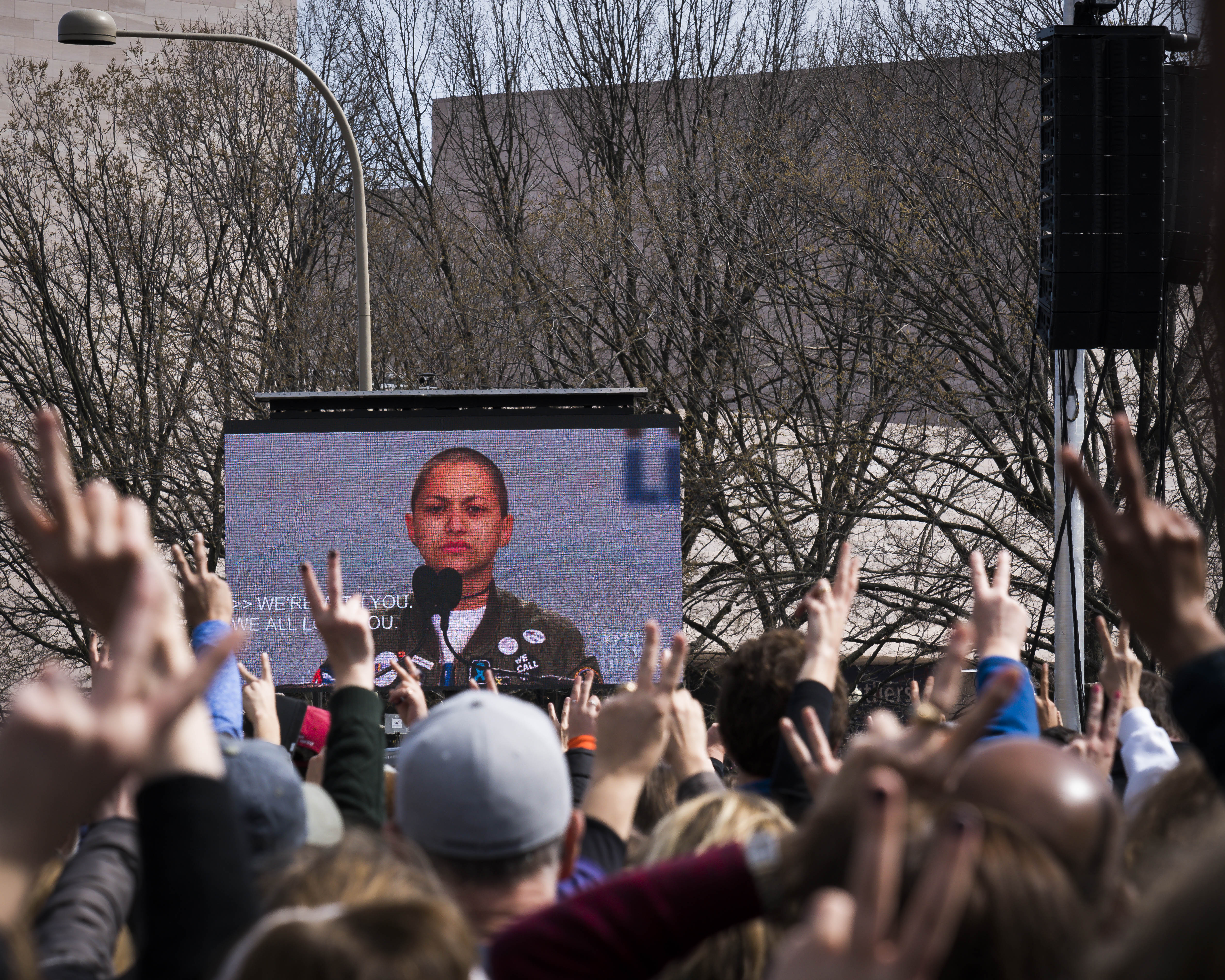
Demonstranter lyssnar till González tal vid March for Our Lives den 24 mars 2018.

Gonzáles och andra elever från Parkland, så som David Hogg, Cameron Kasky och Sarah Chadwick organiserade en rikstäckande protest kallad March for Our Lives 24 mars 2018 med primärt fokus på Washington, DC. X González stod på scenen lika länge som det tog attentatsmannen att döda 17 och skada 15 under skolskjutningen i Parkland, 6 minuter och 20 sekunder.
Gonzáles har fortsatt att göra framträdanden som en del i den rikstäckande rörelsen av elever mot vapenvåld, bland annat en school walkout den 20 april 2018 på 19-årsdagen av skolskjutningen i Columbine High School.
Glamour Magazine kallade Gonzáles "ansiktet utåt för #NeverAgain-rörelsen" och "en igenkännlig ikon" samtidigt kallade The Washington Post hen för "La nueva cara of Florida Latinx" och drog jämförelser med revolutionären José Martí.

### Ny lagstiftning
I mars 2018 skickades ett lagförslag till Floridas delstatsförsamling med titeln "Marjory Stoneman Douglas High School Public Saftey Act". Den gör gällande att minimiåldern för att köpa vapen ska höjas till 21 år, att väntperioder och bakgrundskontroller ska införas, att ett program för beväpning av vissa lärare och inhyrning av skolpolis ska erbjudas, att studskolvar (bump stocks) förbjuds, och lagen hindrar våldsamma eller mentalt instabila under särskild arrestering från att hantera vapen. För att genomföra lagändringen avsätts 400 miljoner dollar. Floridas guvernör Rick Scott skrev under förslaget som blev lag den 9 mars 2018. Han kommenterade, "Till alla elever på Marjory Stoneman Douglas High School, ni har gjort era röster hörda. Ni gav inte upp och ni stred tills det blev förändring."

### Fortsatt förespråkande
González träffade i maj 2018 James Shaw Jr., en man som förhindrade ytterligare blodsutgjutning på en Waffle House restaurang i Tennessee genom att Shaw rusade mot angriparen och tog bort hans AR-15-gevär och räddade flera liv; både Shaw och Gonzalez beskrev varandra som hjältar.

## Drev och konspirationsteorier
För sitt tal och framträdande i Fort Lauderdale den 17 februari fick González ta emot kritik från den politiska högerkanten av amerikanska politiker och press. Hon fick också möta nedsättande kommentarer från internettroll om hennes sexuella läggning, korta hår och hudfärg.
Konspirationsteorier har falskt anklagat eleverna från Parkland, inklusive Gonzáles, för att vara köpta skådespelare och inte genuina offer för skolskjutningen. Benjamin Kelly, en assistent till Floridas representant Shawn Harrison, avskedades efter att ha gjort sådana anklagelser. Donald Trump Jr. fick hård kritik för att han verkat stödja teorin om att ungdomarna var skådespelare.

## Privatliv
González identifierar sig som bisexuell. Enligt Vogue är hennes snagg inte något som följt efter skolskjutingarna. "Folk frågar mig, 'är det ett feministiskt ställningstagande?' Nej, det är det inte. Det är Florida. Hår är bara en extra tröja jag är tvingad att bära" svarade Gonzáles. "Jag gjorde till och med en Powerpoint presentation för att övertala mina föräldrar om att få raka mitt hår, och det fungerade."

## Publikationer
- Emma González Parkland Student Emma González Opens Up About Her Fight for Gun Control